# Max Verstappen
Max Emilian Verstappen (n. 30 septembrie 1997, Hasselt, Flandra, Belgia) este un pilot de curse auto belgiano-neerlandez care concurează în prezent pentru echipa Red Bull Racing în Campionatul Mondial de Formula 1. Este cvadruplu campion mondial în această competiție, după ce a cucerit titlurile din 2021, 2022, 2023 și 2024.
La Marele Premiu al Australiei din 2015, când avea 17 ani și 166 de zile, a devenit cel mai tânăr pilot care a concurat vreodată în Formula 1. După ce a petrecut sezonul din 2015 cu Scuderia Toro Rosso, și-a început campania din 2016 cu echipa italiană înainte de a fi promovat la echipa părinte, Red Bull Racing, după patru curse, ca înlocuitor pentru Daniil Kveat. La vârsta de 18 ani, a câștigat Marele Premiu al Spaniei din 2016 la debutul său pentru Red Bull, devenind cel mai tânăr pilot din lume și primul pilot neerlandez care a câștigat un Mare Premiu de Formula 1. După ce a câștigat zece curse în sezonul din 2021, Verstappen a devenit pentru prima oară campion mondial, fiind primul pilot neerlandez și al 34-lea campion mondial la piloți în Formula 1. El a câștigat al doilea, al treilea și al patrulea său titlu consecutiv în 2022, 2023, respectiv 2024.
Până la Marele Premiu de la Miami din 2025, Verstappen a obținut 64 de victorii și 43 de pole position-uri în cariera sa. El a marcat primul său hat-trick din carieră la Marele Premiu al Franței din 2021 și primul său Grand Slam la Marele Premiu al Austriei din 2021. Pe lângă faptul că este cel mai tânăr câștigător al unui Mare Premiu, el deține mai multe recorduri în Formula 1, inclusiv cel pentru cele mai multe victorii într-un sezon (19 în 2023), cel mai mare procentaj de victorii într-un sezon (86,36% în 2023) și cele mai multe victorii consecutive (10, între Marele Premiu de la Miami din 2023 și Marele Premiu al Italiei din 2023). Verstappen urmează să rămână la Red Bull până la sfârșitul sezonului 2028 după semnarea prelungirii contractului.

## Cariera în Formula 1

### Toro Rosso (2015-2016)

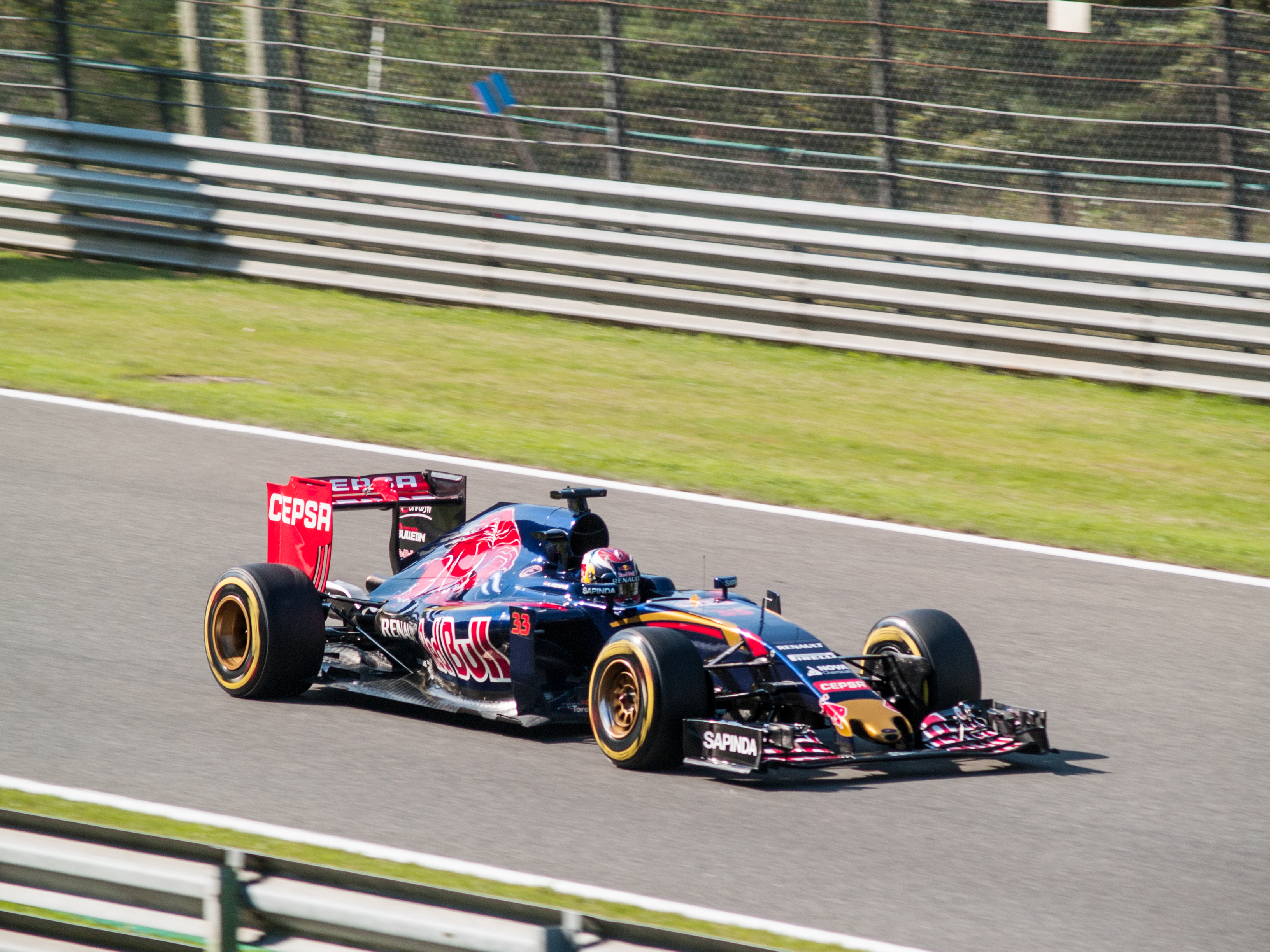
Max Verstappen în Marele Premiu al Belgiei din.

Red Bull a uimit lumea sportului când au anunțat că l-au semnat pe Max Verstappen, în vârstă de 17 ani, la echipa lor Toro Rosso pentru 2015. Verstappen este, evident, cel mai tânăr pilot al sportului, dar a beneficiat de coechipierul său, Carlos Sainz Jr., un tânăr de 21 de ani.
Verstappen a debutat la vârsta de 17 ani și 166 de zile la Marele Premiu al Australiei din 2015 - un record care probabil nu va fi niciodată doborât. La doar o săptămână mai târziu, el a terminat al șaptelea în Malaezia pentru a doborî recordul lui Sebastian Vettel pentru cel mai tânăr pilot care a punctat în F1. Problemele mecanice au aplanat începutul vieții lui Verstappen în F1, dar potențialul său era clar, fiind la fel de riscant, inclusiv o coliziune cu Romain Grosjean la Monaco, care i-a obținut o penalizare pe grilă de cinci locuri și l-a determinat pe experimentatul Felipe Massa să-l caracterizeze drept „periculos“. Totuși, Verstappen a fost nedeterminat și a luat puncte în nouă din ultimele 12 curse ale anului, inclusiv două locuri 4 în Ungaria și SUA, pentru a demonstra că entuziasmul era justificat.

### Red Bull Racing (2016-prezent)

#### 2016

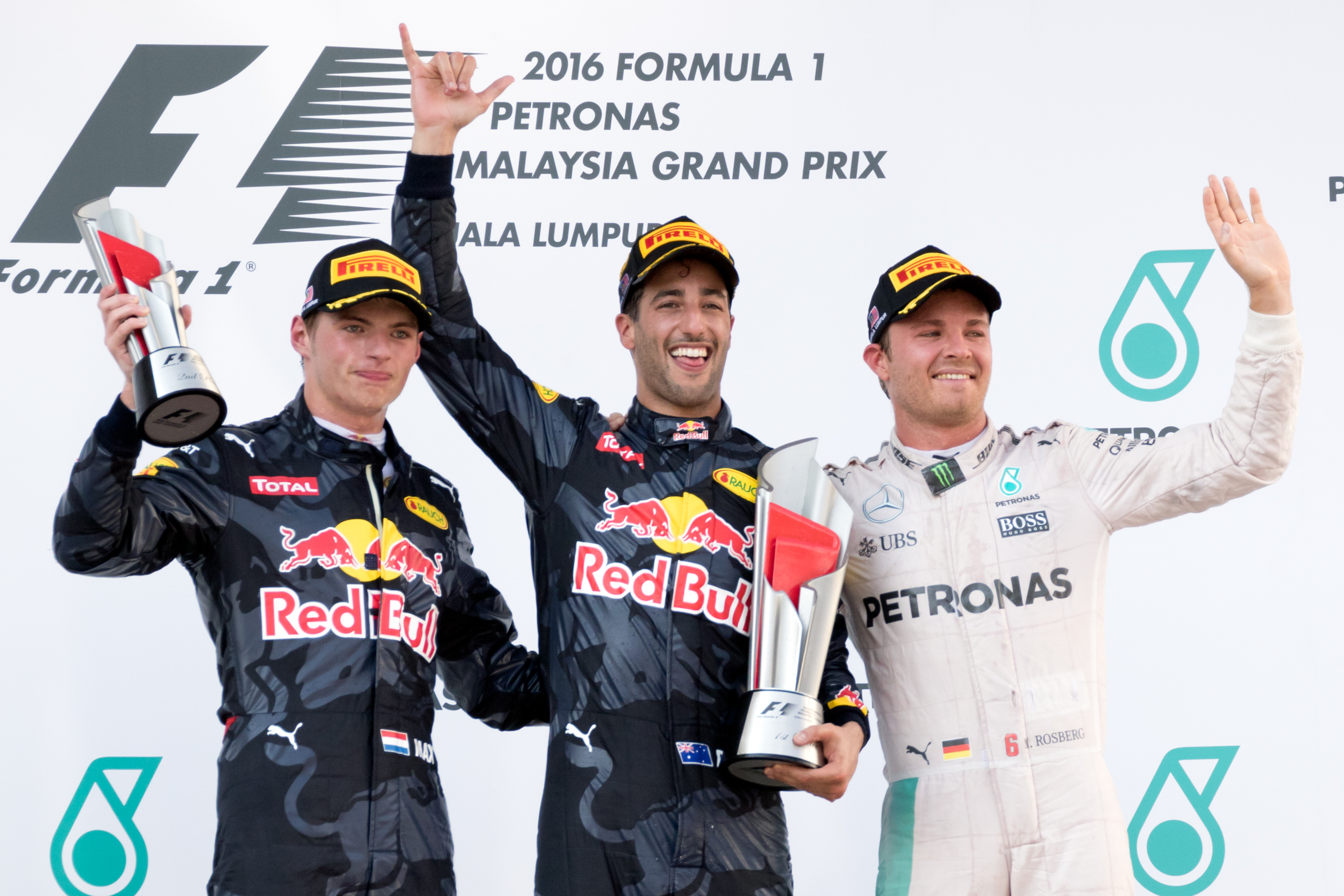
Verstappen (stânga) pe podium în Marele Premiu al Malaeziei din, alături de coechipierul său, Daniel Ricciardo (centru) și pilotul de la Mercedes, Nico Rosberg (dreapta).

După ce a început 2016 cu 3 clasări în puncte, Marele Premiu al Rusiei din acel an urma să impulsioneze o accelerare masivă în cariera lui Verstappen, în ciuda retragerii din turul nouă din cauza problemelor la motor. Vettel a fost eliminat din cursă în primul tur de Daniil Kveat de la Red Bull, smulgând răbdarea lui Helmut Marko, care l-a schimbat pe rus cu Verstappen - aproape sigur pentru a proteja Red Bull de interesul crescut manifestat în adolescent.
Prima sa cursă pentru Red Bull, Marele Premiu al Spaniei, s-a transformat într-un basm. Ambii piloți Mercedes s-au ciocnit unul de celălalt după 3 viraje, iar Max, care s-a calificat pe locul 4, a putut spera la conducere. În ultimele tururi ale cursei a fost supus presiunii severe de către pilotul Ferrari Kimi Räikkönen. Neerlandezul și-a arătat abilitățile deosebite de curse și a fost capabil să rămână în fața celui mai rapid Ferrari pentru a câștiga primul său Mare Premiu la 18 ani.
Întregul sezon Verstappen creștea cu fiecare minut și a făcut cursele mult mai distractive. Uneori a fost singurul pilot care trecea de adversari și a făcut spectacolul pe cont propriu. Cursa foarte umedă și ploioasă din Brazilia a fost cea mai bună cursă a sa din acel sezon. El a compensat alegerea anvelopelor necorespunzătoare a echipei, depășind 13 mașini în ultimele 13 tururi ale cursei pentru a ajunge pe podium. El a condus complet alte linii de curse decât ceilalți piloți și și-a înscris numele în Formula 1.

#### 2017
În 2017, așteptările au fost ridicate după performanțele remarcabile ale Verstappen din ultimele curse din 2016. Dar, comparativ cu Ferrari SF70H și Mercedes W08, RB13 nu a fost destul de rapid chiar de la începutul sezonului. Echipa și-a dezvoltat mașina remarcabil de bine în timpul sezonului și la sfârșit au avut chiar o mașină mai rapidă decât Ferrari. Verstappen a câștigat 2 curse și un total de 4 podiumuri în 2017, dar fiabilitatea și coliziunile proaste cu Kimi Raikkonen de la Ferrari i-au limitat performanța la un loc 6 în campionatul de piloți din 2017, chiar în spatele colegului său de echipă, Daniel Ricciardo.

#### 2018
Pilotul neerlandez a semnat un nou contract în 2017 pentru a rămâne încă 2 sezoane la Red Bull Racing, în timp ce alte echipe de top și-ar dori să-l aibă pe pilotul extrem de talentat. RB14 arăta a fi mult mai rapid și de încredere încă de la început. Echipa a avut ca întotdeauna cel mai bun șasiu. Marele lor dezavantaj însă, este unitatea de putere Renault, care nu avea puterea și fiabilitatea unității de putere Mercedes.
În 2018, Verstappen a început anul cu dificultăți, atât din mașină, cât și cu unele greșeli din partea sa. Cu toate acestea, după accidentul în a treia sesiune de antrenamente de la Monaco, care nu i-a permis să participe la calificări, Verstappen s-a îmbunătățit mult și a încheiat anul puternic cu două victorii - în Austria și Mexic - și cu un total de 11 podiumuri. De asemenea, victoria a alunecat din mâinile sale în Brazilia, după ce Esteban Ocon, un pilot întârziat, a încercat să-l depășească și s-a ciocnit cu Red Bull-ul său, ceea ce l-a făcut să piardă cursa la mâna lui Lewis Hamilton.

#### 2019
El a început campania din 2019 cu un podium în Australia, care a fost primul al lui Honda - noul furnizor de motoare - de la Marele Premiu al Marii Britanii din 2008. El a continuat să aibă evoluții puternice și a obținut un alt podium în Spania. În Austria, el a oferit Honda prima lor victorie de la Marele Premiu al Ungariei din 2006, cu depășiri uimitoare în tururile de închidere și o luptă cu Charles Leclerc pentru victorie. El a oferit un alt spectacol la Silverstone în cursa următoare, dar ziua sa nu a avut rezultatul meritat după ce Sebastian Vettel s-a izbit în mașina sa când s-a luptat pentru un loc pe podium.

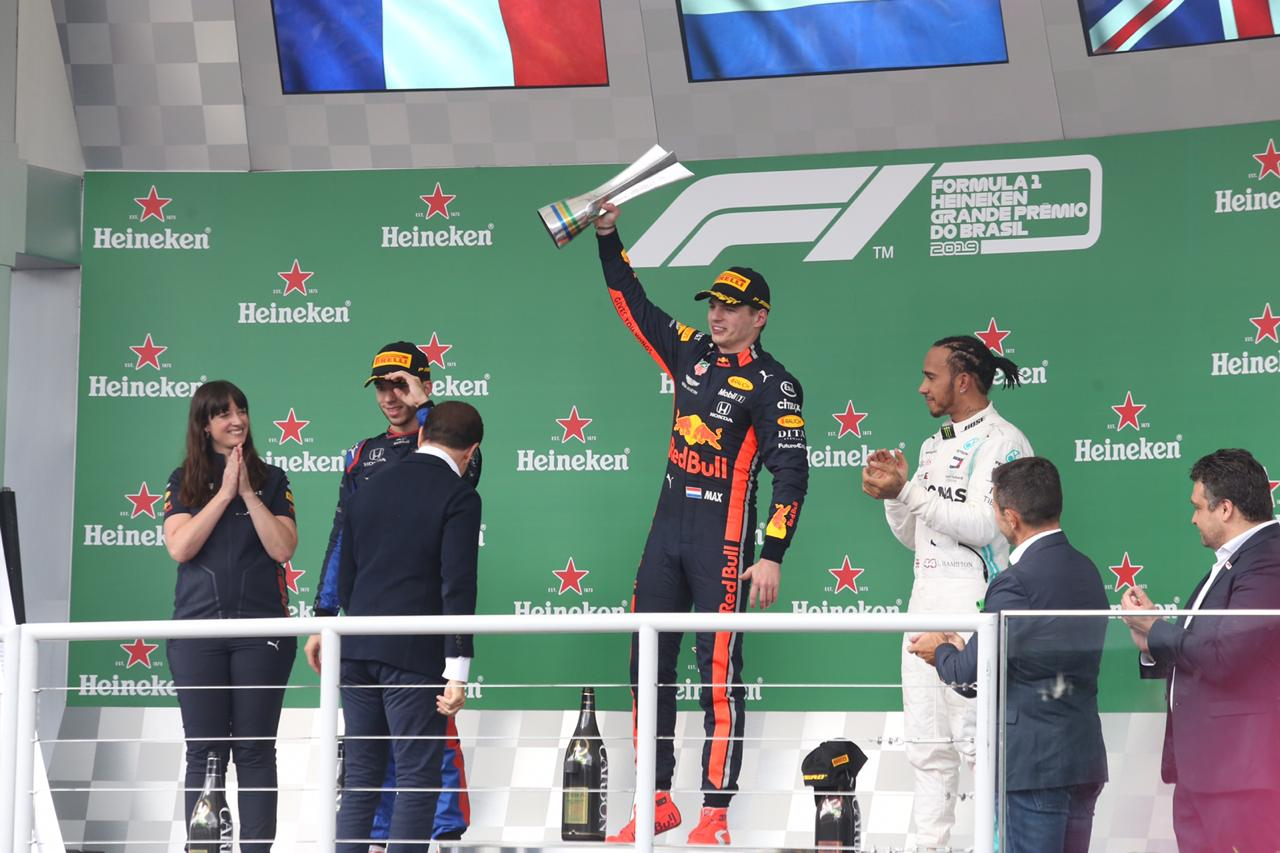
Verstappen (centru) pe podium în Marele Premiu al Braziliei din 2019 după ce a câștigat cursa.

Verstappen a câștigat în Germania într-o cursă complicată, în care greșelile erau cel mai ușor de făcut, dar și-a păstrat calmul chiar și după un derapaj și și-a asigurat a șaptea victorie într-un mare premiu. În Ungaria, Max a ocupat primul pole position din cariera sa și a avut o performanță puternică duminică. Cu toate acestea, Hamilton l-a depășit după o strategie bună a Mercedes, cu patru tururi înainte de final.
După trei curse în afara pozițiilor de pe podium, el a terminat pe locul trei în Marele Premiu al Statelor Unite din 2019 la Austin. Câteva săptămâni mai târziu, Verstappen a ocupat cel de-al doilea său pole position din carieră la Marele Premiu al Braziliei din 2019 și a câștigat cursa cu o performanță grozavă. Verstappen s-a luptat cu Lewis Hamilton pentru conducere și a trebuit să-l depășească de două ori pe campionul britanic în cursă pentru a obține a opta victorie în Formula 1.
Cu locul doi în Marele Premiu de la Abu Dhabi din 2019, Verstappen și-a rotunjit cel mai bun an în Formula 1, obținând locul al treilea în campionat cu 278 de puncte.

#### 2020
În 7 ianuarie 2020, Red Bull a anunțat o prelungire a contractului pe trei ani, care-l va menține pe Verstappen la echipă până la sfârșitul sezonului 2023. Știrile au apărut ca o eliberare de presiune asupra echipei și a șoferului, deoarece piața din 2021 era de așteptat să producă o mare scuturare în Formula 1.
Sezonul a început catastrofal pentru el după ce s-a retras chiar în prima cursă a sezonului. Însă, pe parcursul sezonului, el a părut să fie într-un ritm al său față de restul grilei. Cu o mașină inferioară, el era singurul pilot care putea să țină piept piloților de la Mercedes. El a reușit două victorii în acest sezon, prima în Marele Premiu al Aniversării de 70 de ani iar a doua în Marele Premiu de la Abu Dhabi. În rest, fie termina pe podium, fie termina cursa cu o retragere. El a reușit să acumuleze 11 podiumuri, însă cele 5 retrageri l-au făcut să piardă lupta cu Valtteri Bottas pentru locul 2 care a terminat în fața sa cu 9 puncte mai mult. El a terminat sezonul pe locul 3 cu 214 puncte.

#### 2021: Campion Mondial

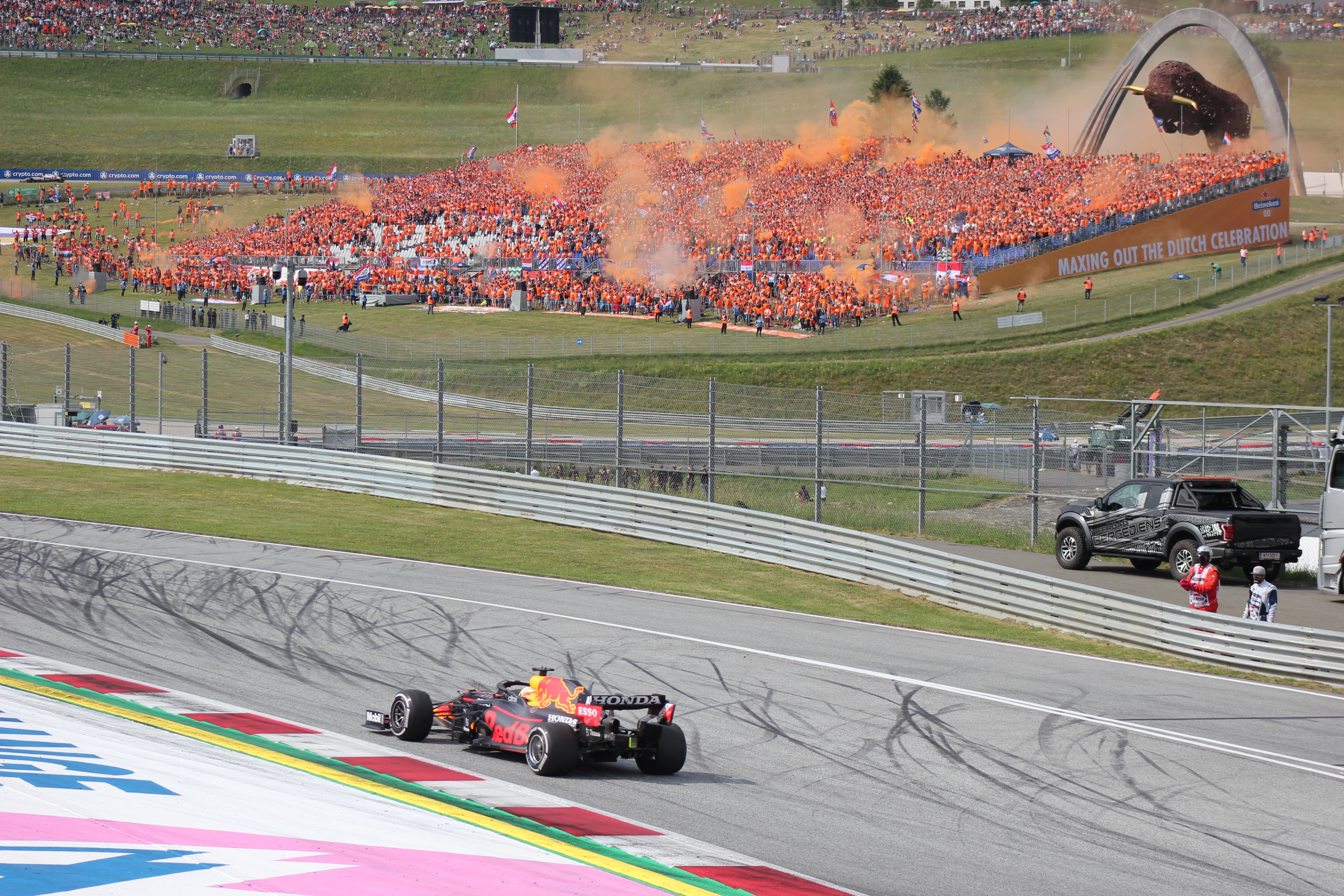
Verstappen, câștigătorul Marelui Premiu al Austriei din 2021.

La Marele Premiu al Bahrainului, Verstappen a ajuns în fruntea tuturor sesiunilor de antrenament și, ulterior, a ocupat al patrulea pole position din carieră. Aceasta a fost prima dată când a obținut pole position-uri consecutive. El s-a luptat cu Lewis Hamilton pentru victoria în cursă, iar în turul 53 Verstappen l-a depășit pe Hamilton, dar a ieșit din pistă în timp ce făcea acest lucru, fiind instruit ulterior de controlul cursei să-l lase pe Hamilton să revină în frunte și, în cele din urmă, terminând al doilea în spatele lui Hamilton. La următoarea cursă, Marele Premiu al Emiliei-Romagna, Verstappen s-a calificat pe locul al treilea, iar coechipierul Sergio Pérez pe locul doi, marcând pentru prima dată când a fost depășit de un coechipier în calificări de la Marele Premiu al Italiei din 2019. La începutul cursei, Verstappen a reușit să treacă atât de Pérez, cât și de Lewis Hamilton, care a ocupat pole position, pentru a prelua conducerea. A rămas în frunte după prima rundă de opriri la boxe, precum și după reluare, după ce cursa a fost suspendată în turul 33. Rivalul Hamilton a terminat pe locul doi, reducându-și avantajul în campionat față de Verstappen la un punct. În următorul Mare Premiu al Portugaliei, Verstappen a terminat pe locul al doilea după o lungă luptă cu Lewis Hamilton. În Marele Premiu al Spaniei, lupta dintre Verstappen și Hamilton a continuat, Hamilton utilizând o strategie mai rapidă cu două opriri față de strategia cu o singură oprire a lui Verstappen. Acest lucru i-a oferit lui Hamilton avantajul unor anvelope mai rapide, permițându-i să-l depășească pe Verstappen cu câteva tururi rămase în cursă. Hamilton a luat victoria, Verstappen ocupând al doilea și cel mai rapid tur în cursă, crescând avantajul lui Hamilton în campionat la 14 puncte.
La următoarea cursă din Monaco, Verstappen s-a calificat pe locul al doilea în urma lui Charles Leclerc, dar Leclerc a suferit o defecțiune a arborelui de transmisie în drum spre grila de start și nu a putut începe cursa. Verstappen a controlat cursa din față pe drumul spre victorie. Hamilton (care s-a calificat pe locul șapte) a terminat pe locul șapte, deși a obținut un punct suplimentar în campionat, stabilind cel mai rapid tur al cursei. Rezultatul i-a permis lui Verstappen să preia conducerea în Campionatul la Piloți pentru prima dată în carieră, cu o marjă de patru puncte față de Hamilton. La Marele Premiu al Azerbaidjanului, Verstappen s-a calificat pe locul al treilea în spatele lui Leclerc și Hamilton. Verstappen și Hamilton l-au depășit pe Leclerc în primele tururi, înainte ca Verstappen să preia conducerea printr-o oprire mai rapidă la boxe. Verstappen va menține comod conducerea până în turul 46, când a suferit o defecțiune a anvelopei, făcându-l să se izbească de bariere și să se retragă. O greșeală a lui Hamilton la reluare l-a coborât pe ultimul loc, ceea ce a înseamnat că Verstappen și-a menținut prima poziție în campionat. Verstappen a luat pole-ul pentru Marele Premiu al Franței. O greșeală din primul tur i-a permis lui Hamilton să preia conducerea, pe care Verstappen a reluat-o în faza de oprire la boxe. Verstappen a intrat pentru a doua oară la boxe din frunte și a urmărit pe cele două mașini Mercedes, depășindu-l pe Hamilton pentru conducere în turul 52 din 53. El a luat, de asemenea, punctul pentru cel mai rapid tur, extinzându-și avantajul în campionat la douăsprezece puncte. Verstappen a luat din nou pole-ul la Marele Premiu al Stiriei și a condus cursa de la început până la sfârșit, obținând a patra victorie a sezonului și extinzându-și în continuare avantajul la 18 puncte.

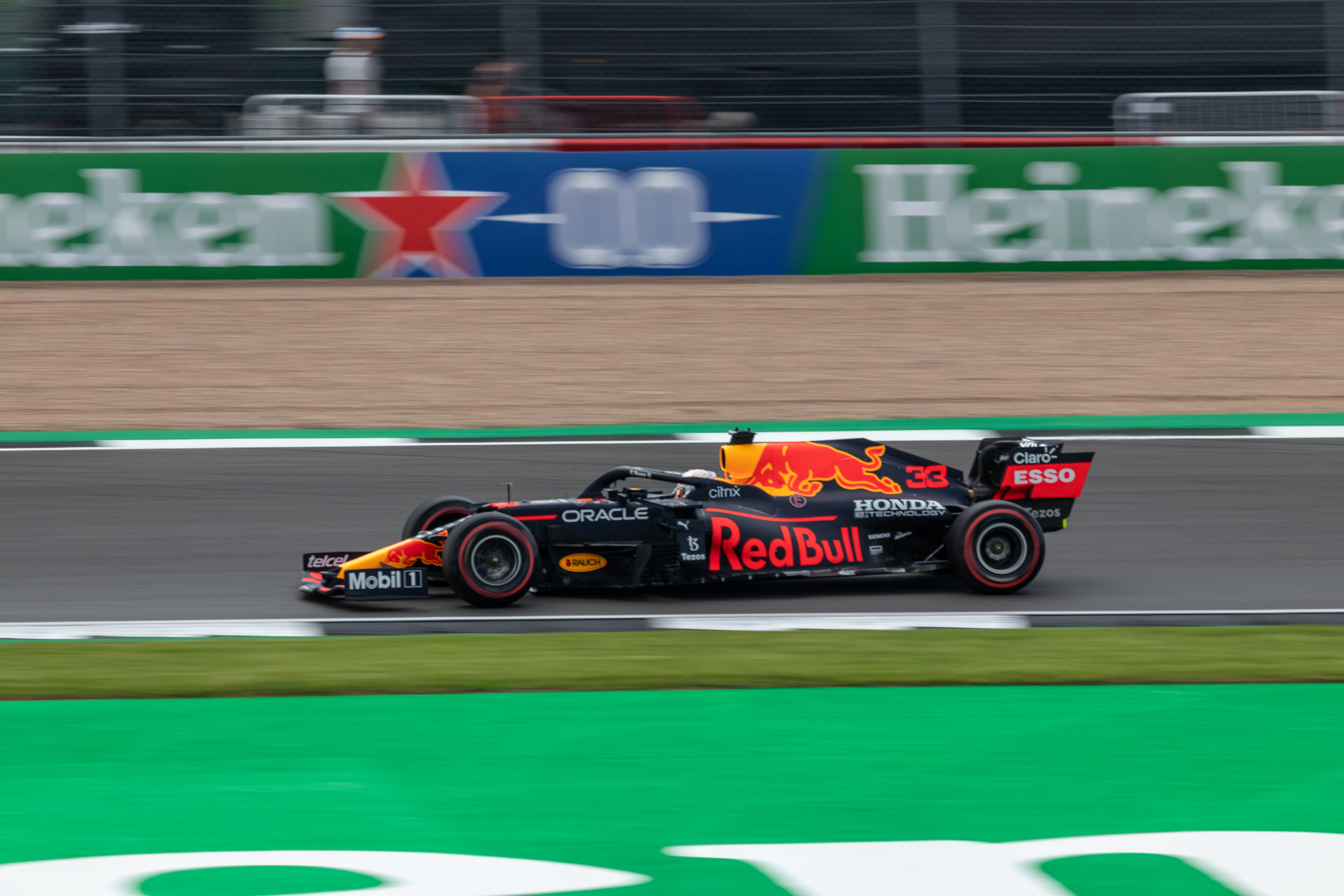
Verstappen în calificările pentru.

Verstappen a luat pole position la Marele Premiu al Austriei, a condus fiecare tur de la început până la sfârșit, a stabilit cel mai rapid tur și a câștigat cursa pentru a obține primul său Grand Slam din carieră, fiind cel mai tânăr pilot care a făcut acest lucru. Cu toate acestea, la următoarea cursă, Marele Premiu al Marii Britanii, Verstappen a fost implicat într-o coliziune cu rivalul de titlu, Hamilton, în primul tur. Acest lucru a dus la un impact de 51 g cu bariera. El a fost dus la centrul medical al circuitului Silverstone după accident și a fost apoi dus la spitalul Coventry pentru verificări de precauție și evaluare ulterioară, înainte de a fi externat în cele din urmă la ora locală 22:00, duminică seara. Hamilton ar continua să câștige cursa, reducând avantajul lui Verstappen în campionat la opt puncte. La următoarea cursă, Marele Premiu al Ungariei, mașina lui Verstappen a suferit avarii în urma unei coliziuni cu mai multe mașini în turul 1, în care pilotul Mercedes, Valtteri Bottas, a fost considerat vinovat. El a încheiat cursa pe locul zece, însă a fost promovat pe locul nouă după ce Sebastian Vettel a fost descalificat. Rezultatul cursei i-a permis lui Hamilton să preia conducerea campionatului.

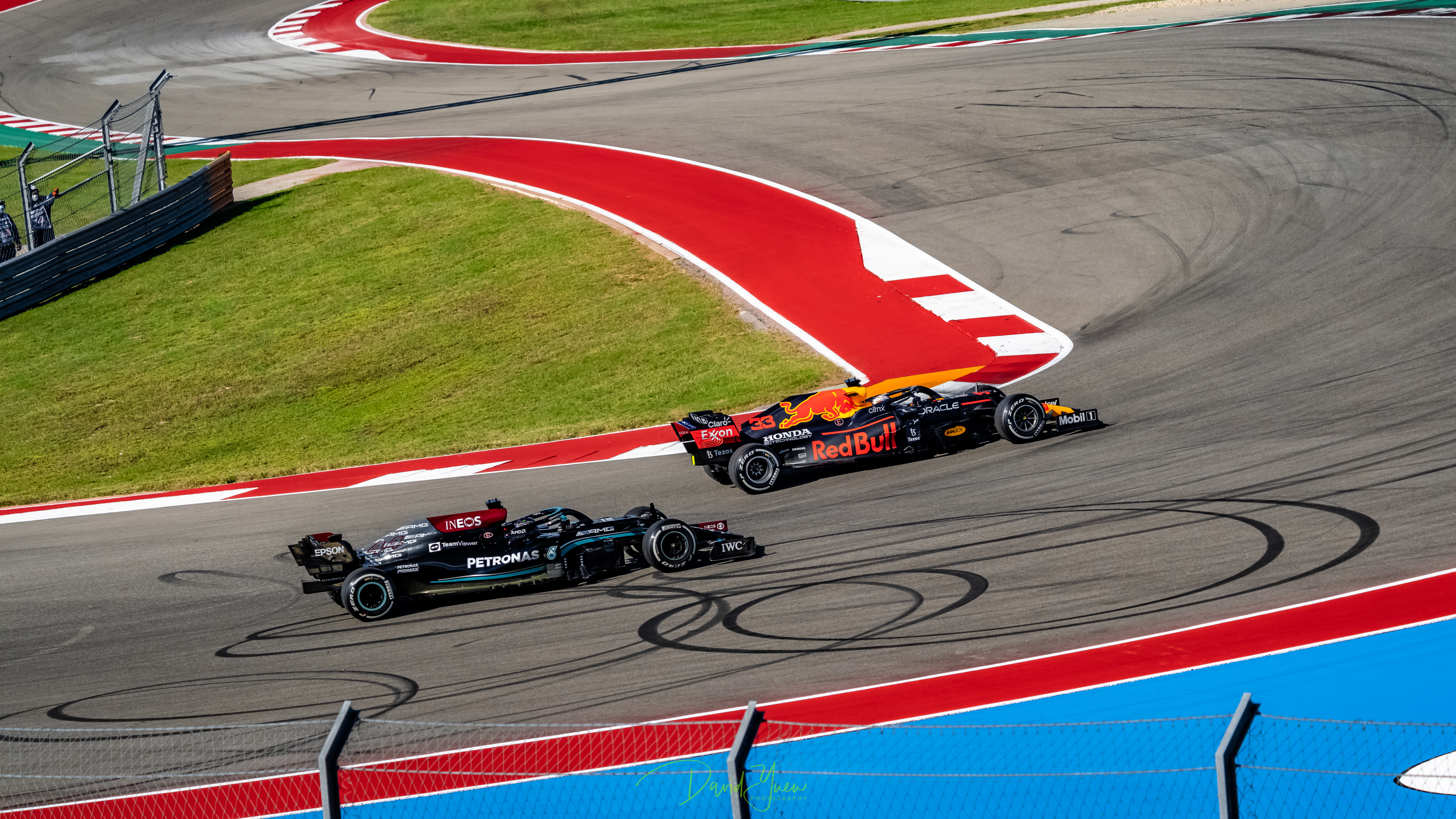
Verstappen și Hamilton s-au angajat în mai multe dueluri pe pistă de-a lungul sezonului.

După pauza de vară, Verstappen s-a calificat în pole la Marele Premiu al Belgiei, în fața lui Hamilton, pe locul trei. Cursa s-a desfășurat timp de trei tururi, toate în spatele mașinii de siguranță, rezultatele oficiale ale cursei fiind luate din ordinea la sfârșitul primului tur, Hamilton și Verstappen păstrându-și pozițiile de calificare. Deoarece mai puțin de 75% din distanța cursei a fost parcursă, au fost acordate jumătate de puncte, ceea ce a dus la reducerea diferenței față de Hamilton a lui Verstappen la trei puncte. La Marele Premiu al Țărilor de Jos, Verstappen s-a calificat din nou în pole, învingându-l pe Hamilton cu 0,038 secunde. În timpul cursei, Verstappen a reușit să evite atacurile ambilor piloți Mercedes pentru a lua victoria, luând conducerea în Campionatul la Piloți cu trei puncte avans. Pentru Marele Premiu al Rusiei, Verstappen a fost obligat să plece din spatele grilei pentru că și-a depășit numărul de componente utilizate ale unității de putere. A revenit la mijlocul grilei și, după ce a făcut o oprire devreme pentru anvelopele intermediare la sfârșitul cursei, a terminat pe locul doi. La Marele Premiu al Turciei, Verstappen s-a calificat pe locul doi, cu Bottas în pole. Cu cursa desfășurată în condiții umede și piloții pe anvelope intermediare toată cursa, Verstappen a terminat pe locul al doilea în spatele lui Bottas, luând conducerea în Campionatul la Piloți cu șase puncte avans, iar rivalul Hamilton a terminat pe locul cinci. La Marele Premiu al Statelor Unite, Verstappen a ocupat pole position în calificări, devansându-l pe Hamilton cu 0,209 secunde. Verstappen a câștigat cursa și și-a extins avansul în campionat la douăsprezece puncte, Hamilton a terminat pe locul al doilea cu cel mai rapid tur. La Marele Premiu de la Ciudad de México din 2021, Verstappen s-a calificat pe locul al treilea, cu o diferență de 0,350 de secunde față de Bottas, care s-a calificat pe primul loc. Principalul său rival, Hamilton, s-a calificat pe locul doi. La începutul cursei, Verstappen a preluat conducerea în fața lui Bottas și Hamilton în virajul 1 și a câștigat cursa. Câștigând cursa, și-a extins avansul în campionat la 19 puncte.
La Marele Premiu de la Abu Dhabi din 2021, Verstappen l-a depășit pe Hamilton în ultimul tur pentru a câștiga cursa și primul său Campionat Mondial al Piloților în Formula 1. În cursa finală, Verstappen, care se calificase în pole position, a început prost cursa și a coborât pe locul doi. El îl urma pe Hamilton cu mai mult de zece secunde în spate până când o mașină de siguranță a fost chemată cu întârziere din cauza unui accident în virajul 14 pentru Nicholas Latifi. Retragerea mașinii de siguranță nu a fost lipsită de controverse, după ce directorul de cursă a lăsat să treacă doar un anumit număr de mașini întârziate, care după cursă a adus din partea echipei Mercedes un protest și declarându-și intenția de a face recurs împotriva rezultatului cursei. Verstappen a intrat la boxe în perioada mașinii de siguranță și apoi și-a folosit cauciucurile mai proaspete pentru a-l depăși pe Hamilton în virajul 5 din ultimul tur al cursei pentru a-și asigura victoria și Campionatul Mondial.

#### 2022: Dominarea

Verstappen, câștigătorul Marelui Premiu al Franței din 2022.

În martie 2022, Verstappen a semnat o prelungire a contractului pe cinci ani cu Red Bull Racing pentru sezoanele 2023-2028. Verstappen a suferit două retrageri legate de sistemul de combustibil în primele trei curse, regăsindu-se la 46 de puncte în spatele liderului campionatului, Charles Leclerc. El a răspuns câștigând cinci din următoarele șapte curse, permițându-i să preia conducerea campionatului și să creeze o distanță de 37 de puncte față de locul doi, deținut atunci de coechipierul său Sergio Pérez. El va continua să domine marea parte a sezonului, câștigând 15 curse, și asigurându-și Campionatul Mondial al Piloților la Marele Premiu al Japoniei. De asemenea, Verstappen a doborât două recorduri în acest sezon: cele mai multe curse câștigate într-un sezon, 15, deținut anterior de Michael Schumacher și Sebastian Vettel, 13; cel mai multe puncte obținute într-un sezon, 454, deținut anterior de Lewis Hamilton care a acumulat 413 puncte în sezonul 2019.

#### 2023: Doborârea recordurilor și al treilea titlu
Verstappen a rămas la Red Bull alături de Sergio Pérez și pentru sezonul 2023. Verstappen a obținut rezultate bune în mod constant pe tot parcursul sezonului, stabilind mai multe recorduri în Formula 1, precum victoria sa de la Marele Premiu al Ungariei, care a doborât recordul pentru cele mai multe victorii consecutive de către un constructor (12), deținut anterior de McLaren în 1988 (11), și cea de la Marele Premiu al Italiei, care a marcat a zecea sa victorie consecutivă, doborând recordul anterior al lui Sebastian Vettel stabilit în 2013 cu 9 victorii. Cele zece victorii consecutive ale sale includ un Grand Slam la Marele Premiu al Spaniei din 2023. După o scurtă scădere de formă în Singapore - unde a terminat pe locul al cincilea și a încheiat șirul său record de zece victorii consecutive - Verstappen a ocupat din nou pole position la Suzuka, pista unde și-a câștigat titlul în 2022, și a câștigat cursa pentru a asigura pentru Red Bull Racing al șaselea titlu la constructori - și, de asemenea, al doilea titlu consecutiv pentru Red Bull. În timpul sprintului pentru următorul Mare Premiu, Marele Premiu al Qatarului, Verstappen a terminat pe locul al doilea, în spatele lui Oscar Piastri, și și-a adjudecat și el titlul la piloți din 2023. Odată cu această performanță, el s-a alăturat lui Juan Manuel Fangio, Jack Brabham, Graham Hill, Keke Rosberg și Nelson Piquet ca fiind singurii piloți ce au câștigat un titlu într-o sâmbătă.

#### 2024: al patrulea titlu mondial consecutiv

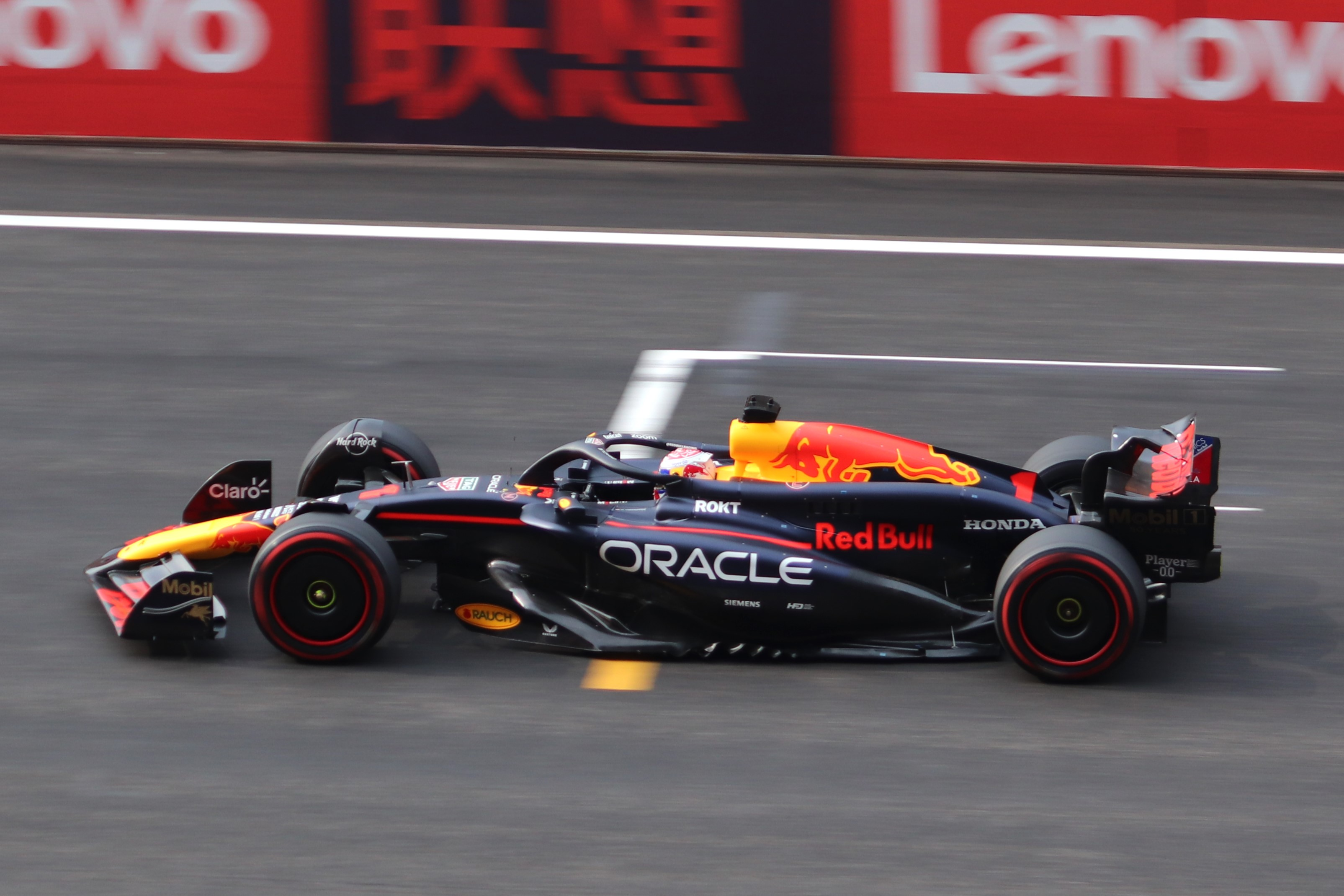
Verstappen (fotografiat în timpul Marelui Premiu al Chinei) a câștigat șapte din primele curse din 2024.

Verstappen a început sezonul 2024 cu șapte pole-uri consecutive în primele șapte curse, dintre care le-a transformat pe cinci în victorii, după ce a abandonat în Marele Premiu al Australiei (primul abandon de la ediția din 2022) și a terminat pe locul 2 în Marele Premiu de la Miami. Seria sa de pole-uri consecutive s-a încheiat la Marele Premiu al Principatului Monaco, unde s-a calificat și a terminat al șaselea; Verstappen a comentat că mașina echipei, RB20, pierdea timp în fața rivalilor săi în virajele cu viteză mică. Totuși, Verstappen și-a revenit și a obținut a 60-a victorie din carieră la următoarea cursă, Marele Premiu al Canadei, adjudecându-și ulterior și a șaptea victorie a sezonului la Marele Premiu al Spaniei. A câștigat sprintul plecând din pole position la Marele Premiu al Austriei și apoi s-a calificat cel mai rapid pentru cursa principală. El a fost lider în cea mai mare parte a cursei, dar a avut o ciocnire cu Norris în ultimele tururi; Verstappen a primit o penalizare de timp pentru provocarea coliziunii și a terminat cursa pe locul cinci. Până la pauza de vară, o clasare pe locul doi în Marea Britanie, și una pe locul cinci și patru în Ungaria, respectiv Belgia, exinzându-și avantajul în campionatul piloților la 78 de puncte peste Lando Norris de la McLaren.
După cursa din Ungaria, Verstappen a declarat că „avem lipsuri față de McLaren [...], în acest moment, cred că - privind la ritmul de cursă, ritmul de calificare - suntem în spatele lor.” După pauza de vară, Red Bull nu a mai obținut niciun pole position până la sfârșitul sezonului, iar Norris a devenit principalul rival pentru titlu. În cursa sa de acasă, Marele Premiu al Țărilor de Jos, Verstappen s-a calificat al doilea în spatele lui Norris și a preluat conducerea la primul viraj, dar a fost depășit ulterior de Norris și a terminat pe locul doi. A terminat în afara podiumului în următoarele două curse din Italia și Azerbaidjan, revenind apoi pe locul 2 în Singapore, tot în spatele lui Norris, reducând avantajul în campionat la 52 de puncte. A câștigat sprintul la Marele Premiu al Statelor Unite și s-a clasat pe locul al treilea în cursă în fața lui Norris, care a fost penalizat pentru depășirea lui Verstappen în afara pistei. Acest lucru a extins avansul lui Verstappen în campionat pentru prima dată de la Marele Premiu al Belgiei. A pornit de pe locul al doilea în Marele Premiu de la Ciudad de México, dar a primit penalizări cumulate de 20 de secunde pentru condusul său agresiv în timpul unei lupte pentru poziție cu Norris, ceea ce a dus la o clasare pe locul al șaselea, reducându-și din nou avansul în campionat la 47 de puncte.
Verstappen a obținut apoi una dintre cele mai mari victorii din cariera sa la Marele Premiu de la São Paulo, după ce a pornit de pe locul 17. El a câștigat șapte poziții în turul de deschidere, cu locuri suplimentare obținute prin mai multe depășiri cruciale, precum și supraviețuind condițiilor din ce în ce mai rele pe pneurile intermediare până la perioada de steag roșu. În urma acestui lucru - și a depășirii lui Ocon pentru poziția de lider - Verstappen a stabilit zece din cele mai rapide unsprezece tururi ale cursei, cel mai rapid fiind cu 1,045 secunde mai rapid decât oricare dintre rivalii săi; el a câștigat cu o diferență de 19 secunde, mărindu-și avansul în campionat la 62 de puncte. Terminând în fața lui Norris la Marele Premiu al Las Vegasului, Verstappen și-a asigurat al patrulea titlu mondial cu două curse rămase. Câștigând opt Mari Premii în total, Andrew Benson de la BBC Sport a afirmat că este o „realizare extraordinară a unui pilot recunoscut ca fiind unul dintre cei mai mari din toate timpurile din Formula 1”, descriind sezonul său ca fiind „aproape impecabil”, deși „nu a avut cea mai bună mașină pentru majoritatea sezonului”. Verstappen a câștigat Marele Premiu al Qatarului, aflându-se la conducere în fiecare tur, după ce i s-a retras pole position-ul pentru că a condus nejustificat de încet în calificări; incidentul a dus la o dispută larg mediatizată cu George Russell. După Marele Premiu de la Abu Dhabi, cursa care a încheiat sezonul, Verstappen a devenit primul pilot care câștigă un titlu conducând pentru o echipă clasată pe locul trei în Campionatul Mondial al Constructorilor de la Nelson Piquet în 1983.

## Statistica în Formula 1
| Sezon  | Echipă                           | Puncte | Poz. |
| ------ | -------------------------------- | ------ | ---- |
| 2024   | Red Bull Racing-Honda RBPT       | 437    | 1    |
| 2023   | Red Bull Racing-Honda RBPT       | 575    | 1    |
| 2022   | Red Bull Racing-RBPT             | 454    | 1    |
| 2021   | Red Bull Racing-Honda            | 395,5  | 1    |
| 2020   | Red Bull Racing-Honda            | 214    | 3    |
| 2019   | Red Bull Racing-Honda            | 278    | 3    |
| 2018   | Red Bull Racing-TAG Heuer        | 249    | 4    |
| 2017   | Red Bull Racing-TAG Heuer        | 168    | 6    |
| 2016   | Toro Rosso-Ferrari (1-4)         | 204    | 5    |
| 2016   | Red Bull Racing-TAG Heuer (5-21) | 204    | 5    |
| 2015   | Toro Rosso-Renault               | 49     | 12   |
| Sursa: |                                  |        |      |